# Paper (песма)
Paper песма је исландске певачице Свале са којом ће представљати Исланд на Песми Евровизије 2017. у Кијеву.